# 453 Tea
453 Tea је астероид главног астероидног појаса са пречником од приближно 20,93 km.
Афел астероида је на удаљености од 2,420 астрономских јединица (АЈ) од Сунца, а перихел на 1,946 АЈ.
Ексцентрицитет орбите износи 0,108, инклинација (нагиб) орбите у односу на раван еклиптике 5,556 степени, а орбитални период износи 1178,439 дана (3,226 године).
Апсолутна магнитуда астероида је 10,86 а геометријски албедо 0,182.
Астероид је откривен 22. фебруара 1900. године.